# Кочубей, Елизавета Васильевна
Елизаве́та Васи́льевна Кочубе́й (8 (20) ноября 1821—30 января (11 февраля) 1897, Ницца) — композитор-самоучка из малороссийского дворянского рода Кочубеев.

## Биография
Елизавета Васильевна была одной из трёх дочерей тайного советника Василия Васильевича Кочубея от его брака с Варварой Николаевной Рахмановой (ум. 1845). Её сёстры — Екатерина (позднее супруга Григория Павловича Галагана) и Елена..
1 (13) ноября 1839 года вышла замуж за князя Льва Викторовича, сына князя Виктора Павловича Кочубея от брака с Марией Васильевной, урождённой Васильчиковой. Свадьба была в имении жениха, в Диканьке, в скромном семейном кругу.
В Диканьке супруги прожили несколько лет, занимаясь хозяйством. В 1846 году они переехали в Петербург, где Елизавета Васильевна смогла занять выгодное положение. Она часто бывала на придворных балах, и на малых балах великого князя Михаила Николаевича, в обществе держалась высоко и танцевала почти всегда с членами царской фамилии.
Увлекалась музыкой и сочиняла романсы. Её романсы «Я очи знал» на слова Ф. Тютчева, «Когда б он знал» и «Скажите ей» на слова Е. Ростопчиной были очень популярны в России в 1850—80-х, последний часто исполнял Тамберлик в Санкт-Петербурге.
По отзыву современника, княгиня Кочубей была некрасива собой и имела вечно надутое выражение лица. Между ней и супругом были явно холодные отношения, которые подтверждались тем, что в Петербурге они появлялись в основном врозь. Муж обращался к ней торжественно мадам де Кочубей и был часто в разъездах, она же подолгу жила в Царском Селе, где любила окружать себя совершенно молодыми людьми, к которым сама привязывалась. Особенно покровительствовала она Кавалергардскому полку. Она давала себя увлечь и нередко отличалась невоздержанностью к крепким напиткам.
Её брак был бездетным, но князь Кочубей имел внебрачного сына. Последние годы Елизавета Васильевна жила во Франции. В Ницце затеяла строительство роскошного особняка, который ныне занимает Музей изящных искусств. Умерла там же от воспаления легких, похоронена на кладбище Кокад (фото могилы).